# Partido judicial de Vic
El Partido judicial de Vic es uno de los 49 partidos judiciales en los que se divide la comunidad autónoma de Cataluña, siendo el partido judicial n.º 5 de la provincia de Barcelona.
El ámbito territorial, que viene regulado por el Real Decreto 529/1983, de 9 de marzo, comprende a las localidades de Alpens, Balenyá, Brull, Calldetenes, Castellcir, Centellas, Collsuspina, Folgarolas, Gurb, Llusá, Malla, Manlleu, Masías de Roda, Las Masías de Voltregá, Montesquiu, Montanyola, Olost, Orís, Oristá, Perafita, Prats de Llusanés, Roda de Ter, Rupit y Pruït, San Agustín de Llusanés, San Bartolomé del Grau, San Baudilio de Llusanés, San Hipólito de Voltregá, San Julián de Vilatorta, San Martín del Bas, San Martín de Centellas, San Pedro de Torelló, San Quirico de Besora, San Saturnino de Osormot, San Vicente de Torelló, Santa Cecilia de Voltregá, Santa Eugenia de Berga, Santa Eulalia de Riuprimer, Santa María de Besora, Santa María de Corcó, Seva, Sobremunt, Sora, Taradell, Tabérnolas, Tavertet, Tona, Torelló, Vic y Vilanova de Sau.
La cabeza de partido y por tanto sede de las instituciones judiciales es Vic. Cuenta con seis Juzgados de Primera Instancia e Instrucción.